# عدم المساواة ضمن العائلات المهاجرة في الولايات المتحدة
يشير عدم المساواة ضمن العائلات المهاجرة إلى الحالات التي يختلف فيها وصول أفراد العائلة نفسها إلى الموارد. تُرَكِّز الكثير من الأعمال على عدم المساواة بين العائلات، ولكن قد يوجد أيضًا عدم مساواة بين أفراد العائلة الواحدة. لا يُعتَبَر التفاوت ضمن الأسرة خاصًّا بالعائلات المهاجرة، ولكن يبدو أنّ عمليات الهجرة والاندماج في المجتمع الأمريكي توفر قنوات جديدة تظهر من خلالها عدم المساواة.

## الجنس
قد يكون عدم المساواة ضمن أفراد الأسرة مبنيًا على أساس الجنس. لا توجد هذه المشكلة في الأسر المهاجرة فقط. ففي العديد من الثقافات حول العالم، يمتلك الرجال تقليديًا قوة أكبر من النساء. بين العائلات في الولايات المتحدة وحدها، يوجد غالبًا عدم مساواة بين الجنسين، وهو أمر واضح في المشاركة غير المتكافئة للعمل المنزلي. تستلزم عملية الهجرة الانتقال إلى بلد جديد يملك قيم ثقافية تختلف عن القيم الثقافية للبلد الأم. في هذا الانتقال من سياق جغرافي واجتماعي إلى آخر، قد تنشأ أشكال جديدة من عدم المساواة بين الجنسين.

### التحولات في أدوار الجنسين
تفتخر الولايات المتحدة بأنها مجتمع يدعم المساواة بين الجنسين. مع ذلك، لا يزال هناك الكثير من جوانب عدم المساواة بين الجنسين، ولكن يوجد بالفعل قوانين قائمة لحماية الحقوق المتساوية للجميع بصرف النظر عن الجنس. اعتمادًا على البلد الأصلي، قد يوفر المجتمع الأمريكي مستوى أعلى بكثير من المساواة بين الجنسين مما اعتاد عليه المهاجرون في موطنهم، خاصّةً إذا كان المهاجرون من مجتمع ذكوري تقليدي. قد يؤدي التفاوت في المعايير الجنسانية بين الثقافات المختلفة إلى تحول أدوار الجنسين في الأسرة.
قد يجد المهاجرون أنهم في وضع اجتماعي واقتصادي أقل في الولايات المتحدة مما كانوا عليه في وطنهم. تُظهر أبحاث الهجرة أنه نادرًا ما يهاجر أفقر مواطنو الدول المرسلة إلى الولايات المتحدة، وذلك ببساطة لأنهم لا يستطيعون تحمل التكاليف المرتبطة بالهجرة. هذا صحيح بشكل خاص عندما يأتون من بلدان لا تكون فيها تكلفة المعيشة مرتفعة كما هو الحال في الولايات المتحدة. قد لا يحصل الأفراد الذين امتلكوا وظائف جيدة في بلدهم الأصلي إلا على وظائف منخفضة الأجر إذا لم تعترف الولايات المتحدة بشهاداتهم. عندما تهاجر العائلات إلى الولايات المتحدة من دولة ذات مجتمع ذكوري، قد يعاني الرجال على وجه الخصوص من فقدان المكانة.
ستتأثر النساء أيضًا بفقدان الأسرة لوضعها السابق في الوطن الأصلي، ولكنهن سيجدون تعزيزًا لدورهن ومكانتهن بسبب المساواة بين الجنسين الموجودة في المجتمع الأمريكي. قد يجد الرجال الذين ربما اعتادوا على شغل دور المعيل الوحيد في وطنهم أنفسهم غير قادرين على القيام بذلك في الولايات المتحدة، ويرجع ذلك إلى تقييد الوصول إلى الوظائف وانتشار المهاجرين الجدد في قطاع الأجور المنخفضة. من غير المرجح أن يتمكن المهاجرون في هذه الوظائف من إعالة الأسرة بأكملها اعتمادًا على دخل هذه الوظائف فقط. تعني زيادة عدد الصناعات التي تهيمن عليها الإناث في الولايات المتحدة أنّ خيارات توظيف النساء في قطاع الأجور المنخفضة أكثر من الرجال. إذا بدأت النساء في القيام بدور أكثر نشاطًا في توفير المال لأسرهن، فإن هذا سيكون مصحوبًا بتحسن الوضع داخل الأسرة.

### العنف المنزلي
لا يختلف معدل العنف المنزلي بين مجموعات المهاجرين عن المعدل العام للسكان، ولكن قد يواجه ضحايا العنف المنزلي من المهاجرين تحديات إضافية. قد يكون الضحايا من الجنسين، ولكن ستكون النساء أكثر عرضةً لذلك. يمكن أن تكون عملية الهجرة إلى بلد آخر والتكيف مع الثقافة الأمريكية أمرًا مرهقًا للكثير من العائلات المهاجرة، وهذا يزيد من احتمالية العنف المنزلي. قد يخلق نقص التمكُّن من اللغة الإنجليزية والوضع القانوني ونقص الروابط الاجتماعية حواجزًا إضافيةً لأولئك الذين يحاولون الهروب من مثل هذه المواقف. حتى عندما تتمكن المرأة من الوصول إلى الخدمات الاجتماعية التي تستطيع أن تساعدها في الهروب من العنف المنزلي، ستجعل المعايير الثقافية المغادرة صعبة. إذا قررت المرأة ترك الزوج المسيء، فقد تتعرض لخطر النبذ الاجتماعي وجلب العار لأسرتها. وهكذا، قد تختار المرأة البقاء مع الزوج المسيء بدلًا من مواجهة العواقب الاجتماعية لترك الزوج.
من ناحية أخرى، قد يجد بعض الأفراد أنّ الهروب من حالات سوء المعاملة في الولايات المتحدة سهلًا مقارنةً بما كانوا عليه في بلدانهم الأصلية. ينتقد بعض المهاجرين الطريقة التي غيرت بها الثقافة الأمريكية المرأة. قد يُوصَف النساء بأنهن أصبحن «أمريكيات للغاية» بسبب طريقة لبسهن أو عدم احترامهن للرجال. يمكن للدعم العام للمساواة بين الجنسين داخل المجتمع الأمريكي أن يقوض التسلسلات الهرمية للسلطة التقليدية التي يُسيطر فيها الرجال على تصرفات النساء. إحدى الطرق لتقويض هذه السلطة هي من خلال وجود قوانين ضد العنف المنزلي. في بعض المجتمعات الذكورية، قد يملك الأزواج سيطرة كاملة على زوجاتهم، بما في ذلك السيطرة على أجسادهن. لا تدعم قوانين الولايات المتحدة هذا النوع من السيطرة، ويمكن للمرأة التي تدرك حقوقها أن تستخدم المؤسسات القانونية الرسمية لمكافحة عدم التوازن بين الجنسين داخل الأسرة. يمكن لقدرة السلطات الحكومية على التدخل في الأسرة أن تقوض توازن القوى التقليدي وتترك الرجال يشعرون بالحرمان.

### العلاقات عبر الحدود الوطنية
لا تهاجر العائلات دائمًا كوحدة واحدة. نظرًا للعوامل القانونية والاقتصادية المختلفة المرتبطة بالهجرة، قد يكون سفر بعض أفراد الأسرة إلى الولايات المتحدة أسهل مقارنةً بباقي أفراد الأسرة. في حالات أخرى، قد يهاجر الأفراد إلى الولايات المتحدة بقصد العمل لا نقل أسرهم بشكل دائم إلى الولايات المتحدة. يمكن لتوزيع أفراد الأسرة عبر الحدود الوطنية أن يولد أشكالًا فريدة من عدم المساواة داخل أسر المهاجرين.

#### العلاقات العالمية كاستراتيجية لدعم أدوار الجنسين
قد يُعبِّر بعض المهاجرين ولا سيما أولئك الذين ينتمون إلى ثقافات تخضع فيها المرأة للرجل عن رفضهم لتأثير الثقافة الأمريكية على الفتيات والنساء. قد ينظر الرجال إلى النساء الذين اندمجوا في المجتمع الأمريكي على أنهم «مستقلون» للغاية، وبالتالي لا يتوافقون مع الهياكل الأسرية التقليدية التي قد يرغب هؤلاء الرجال في التمسك بها. قد يدفع ذلك الرجال إلى البحث عن زوجات من بلدانهم الأصلية معتقدين أن هؤلاء النساء سيكونون أكثر استعدادًا لتحمل الواجبات المنزلية التقليدية للزوجة. عندما تأتي هؤلاء النساء إلى الولايات المتحدة، قد يعانين من العزلة، خاصةً إن لم تملكن أفراد من العائلة أو الأصدقاء في الولايات المتحدة. في مثل هذه الحالات، سيتحكم الرجال في وصول المرأة إلى الموارد الخارجية وأنظمة الدعم، مما يخلق اختلالًا في القوة داخل المنزل. في حالات العنف المنزلي، قد تؤدّي هذه العزلة إلى صعوبة إيجاد المرأة للمساعدة التي تحتاجها.